# Griseofulvină
Griseofulvina este un antifungic utilizat în tratamentul unor micoze. Calea de administrare disponibilă este orală.
Molecula a fost descoperită în 1939 într-o specie de Penicillium. Se află pe lista medicamentelor esențiale ale Organizației Mondiale a Sănătății.

## Utilizări medicale
Griseofulvina este utilizată în tratamentul următoarelor infecții fungice: dermatofitoze cauzate de Trichophyton, Microsporum, sau Epidermophyton.